# Klim (série télévisée)
 (juillet 2020).
Klim est une série télévisée russe de crimes psychologiques mettant en vedette Konstantin Lavronenko dans le rôle du personnage principal, l'inspecteur en chef Klim, qui travaille à Saint-Pétersbourg. La série est un remake direct de la série télévisée Luther de la BBC[réf. nécessaire].

## Synopsis
Klim est un inspecteur en chef qui travaille pour l'unité des crimes graves de la police de Saint-Pétersbourg. Policier dévoué, Klim est obsédé, possédé et parfois dangereux dans la violence de ses fixations.
Cependant, il a payé un lourd tribut à son dévouement ; il n'a jamais pu s'empêcher d'être consumé par l'obscurité des crimes dont il s'occupe. Pour lui, le travail passe toujours en premier. Son dévouement est une malédiction et une bénédiction, tant pour lui que pour ses proches.